# Château de Doubno
Le château de Doubno (Дубенський замок en ukrainien) est un château situé dans la ville ukrainienne de Doubno, en Volhynie. C'est l'un des plus anciens monuments de Doubno.

## Histoire
Le château est fondé en 1492 par le prince polonais Constantin Ostrogski sur le promontoire qui surplombe la rivière Ikva, non loin du l'ancien fort ruthène de Doubno. À l'intérieur du château on peut trouver une grande salle de bal où les hôtes dansaient autrefois le krakowiak.

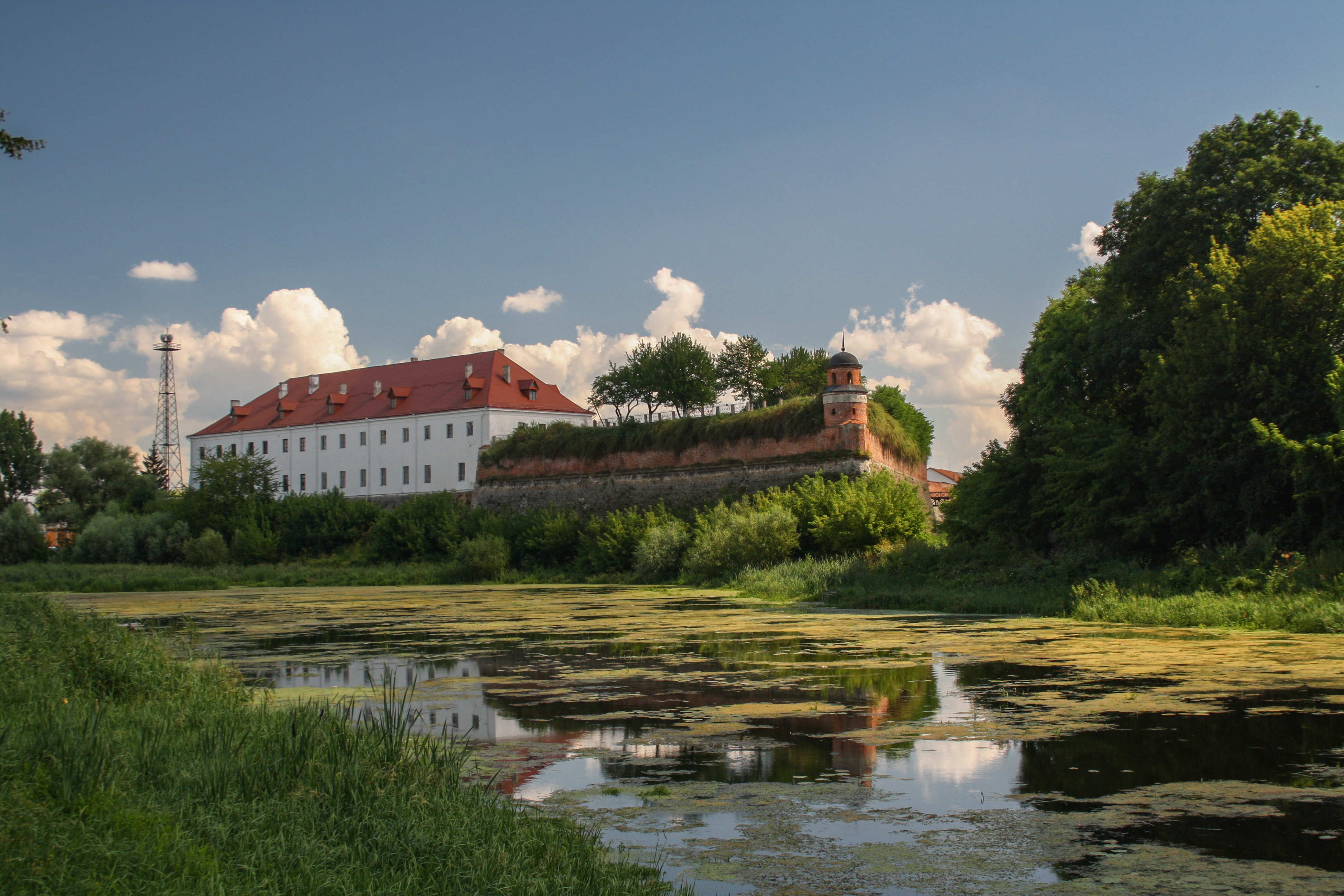
Le château de Doubno vu depuis la rivière Ikva

Le château de Doubno était une importante structure de défense en raison de ses fortifications. Au XVIe siècle, il est reconstruit en pierre lorsque Doubno est toujours sous le règne du Royaume de Pologne. Il possède alors une église, un palais à deux étages et 73 canons. Le prince Janusz Ostrogski, le dernier de sa famille, rénove le château au début du XVIIe siècle pour le transformer en l'un des forts les plus importants de la région.
Au cours du soulèvement de Khmelnytsky, des combats violents sont menés entre les Polonais et les Cosaques, dont certains ont été décrits par l'auteur russe Nicolas Gogol dans le livre Tarass Boulba en 1835. Dans le livre, c'est d'ailleurs au château de Doubno qu'Andrei, le fils du Cosaque Tarass Boulba, tombe amoureux d'une princesse polonaise et passe dans le camp ennemi. Le château passe aux mains du prince polonais Władysław Dominik Zasławski. En 1780, le prince Stanisław Lubomirski fait construire à la place de certaines fortifications un palais rectangulaire à deux étages par les architectes Henryk Ittar et Domenico Merlini.
Au cours de la grande guerre du Nord (1700-1721), le château ne subit pas de dommages. En 1871, il est acheté à la famille Loubomirski par la princesse Elizaveta Baryatinskaya, qui le revend par la suite à la fin du XIXe siècle  au Trésor public. 
Sous la Deuxième République polonaise (1918-1939), le château est réaménagé après le traité de Riga. Durant les dix-huit ans qui suivent, il devient une base des garde-frontières (Korpus Ochrony Pogranicza) chargés de surveiller la frontière de l'Union soviétique et d'intercepter les personnes fuyant le bolchévisme pour les remettre à l'« Office international Nansen pour les réfugiés » : Russes blancs, anciens aristocrates, bourgeois, marchands (dont un grand nombre de juifs russes), soi-disant « koulaks », intellectuels, indépendantistes ukrainiens, anarchistes, paysans affamés, tous indistinctement classés comme « éléments contre-révolutionnaires ». Certains parviennent à passer, mais bien rares sont ceux qui parviennent à emporter quelque bagage, et beaucoup sont tués ou capturés et envoyés au Goulag
Après l'invasion soviétique de la Pologne en septembre 1939, le château devient une prison où environ 550 prisonniers politiques sont exécutés par le NKVD en 1941.